# Sint-Lambertuskapel (Heverlee)

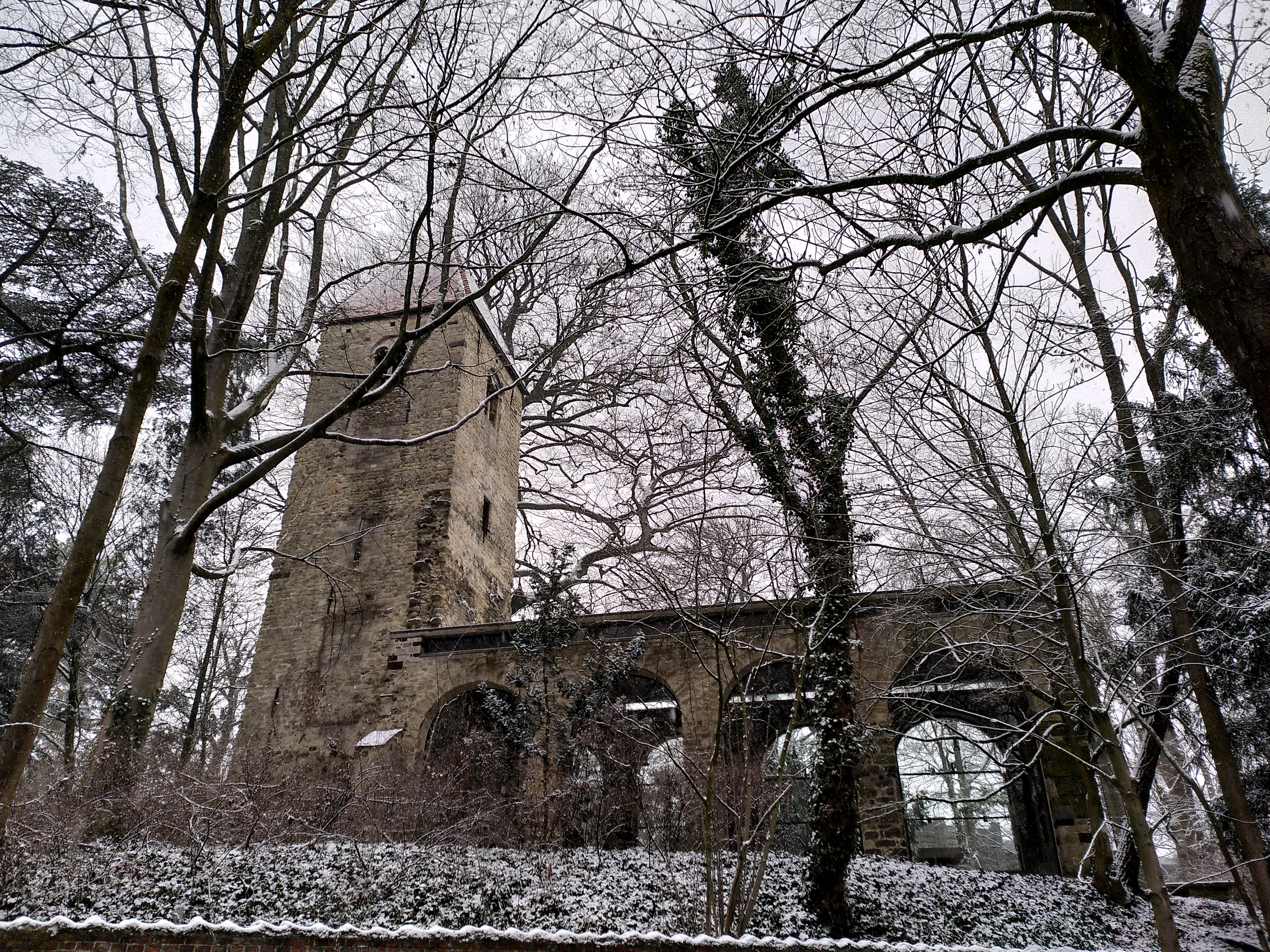
De Sint-Lambertuskapel in 2021

De Sint-Lambertuskapel (tussen 11e en 13e eeuw) in de plaats Heverlee, stad Leuven (België), bevindt zich in het kasteelpark Arenberg. De kapel fungeerde voor de deelparochie Heverlee, die afhing van de Sint-Annaparochie van Oud-Heverlee (tot 1757).

## Historiek

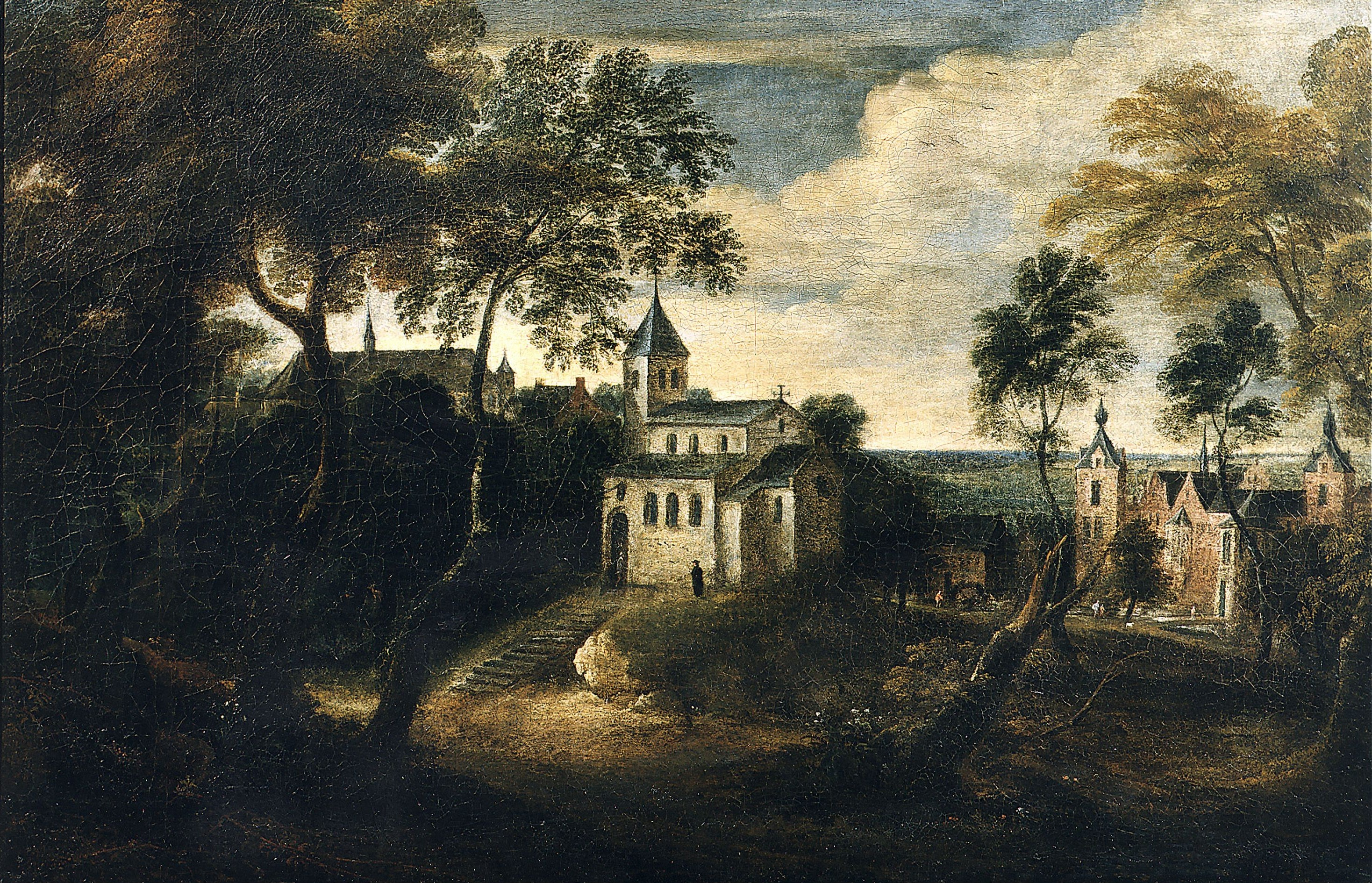
Sint-Lambertuskapel, in de 17e eeuw; rechts het Arenbergkasteel van Heverlee

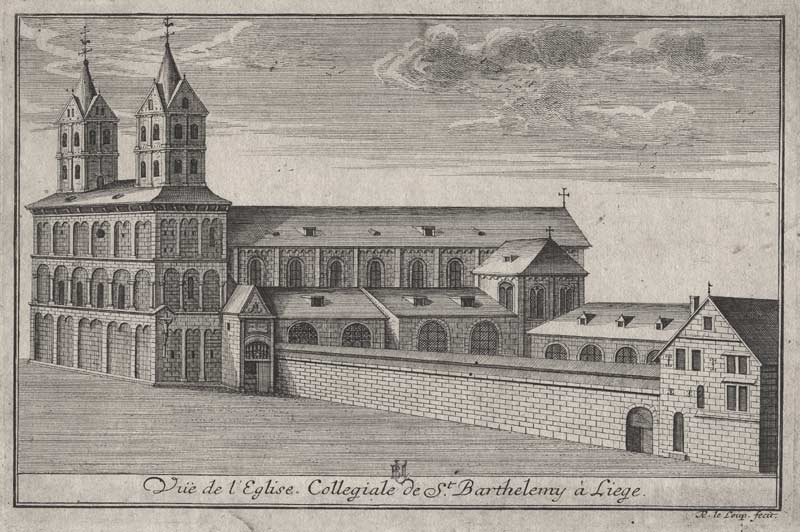
Kapittel van Sint-Bartholomeüs in Luik, de eigenaar van de kapel

### Deelparochie Heverlee
De Sint-Lambertuskapel was toegewijd aan de heilige Lambertus van Luik. Zij was eeuwenlang (11e – 18e eeuw) een kapel afhankelijk van de parochiekerk Sint-Anna van Oud-Heverlee, gelegen naast Heverlee. De kapel was een succursaal voor de deelparochie Heverlee. De eerste kapel in de 11e eeuw was volledig in hout gebouwd, later werd ze in steen gemetseld, inclusief versterkte toren (12e - 13e eeuw). De kerk bezat drie altaren: het hoofdaltaar was gewijd aan Lambertus van Luik, een zijaltaar aan de heilige Catharina van Siena en een zijaltaar aan Onze-Lieve-Vrouw.
De heren van Heverlee waren van de 12e eeuw tot de 14e eeuw begunstigde van de tienden opbrengsten van Heverlee (doch niet van Oud-Heverlee). De formele eigenaar van de kapel was de scholaster van het kapittel van Sint-Bartolomeüs in Luik. Daarom stortten de heren van Heverlee jaarlijks een vast bedrag aan het kapittel van Sint-Bartolomeüs. Dit leidde al eens tot spanningen over wie moest instaan voor de kosten van de kapel. Dit verergerde belangrijk vanaf 1398 toen de opbrengst van de tienden terecht kwamen bij de nabij gelegen abdij van Park, die dan zelf een vast bedrag aan de Luikenaars moest betalen.
Begin jaren 1600 werd de kapel bouwvallig door de grootschalige grondwerken die Karel III van Croÿ liet uitvoeren in het kasteelpark van Heverlee. De grondwerken strekten zich uit tot de nabij gelegen priorij der Celestijnen. Het landschap werd afgegraven zodat ze naar beneden glooide, naar de Dijle toe. De Sint-Lambertuskapel stond zo op een kunstmatige heuvel omdat de grond rondom was afgegraven. De parochianen bekloegen zich bij Karel III van Croÿ over de barsten in de kapel. Zij schreven letterlijk dat hun kapel caducq is wordende door het wegh bringhen van de omliggende berghen. Op hun vraag om de pas gebouwde Celestijnenkerk als parochiekerk te gebruiken, ging Karel III van Croÿ niet in. De financiën om de kapel te restaureren bleven uit. Het dispuut tussen het kapittel van Sint-Bartholomeus en de abdij van Park escaleerde. De abdij van Park bezat namelijk talrijke parochies rond Heverlee, maar niet Heverlee zelf. De abten van Park schonken geld aan de Sint-Lambertuskapel, alsook geld aan de moederparochie in Oud-Heverlee, wat de Luikenaars een provocatie vonden. De pastoors bleven daarentegen benoemd vanuit Luik en gehoorzaamden Luik.

### Parochie Heverlee
In de 18e eeuw kwam het tot een proces voor de kerkelijke rechtbank in Mechelen. Kardinaal d'Hénin-Liétard d'Alsace, aartsbisschop van Mechelen, hakte de knoop door. Heverlee werd een aparte parochie, los van Oud-Heverlee. De parochie kwam in handen van de abdij van Park en het kapittel van Sint-Bartolomeüs in Luik ging hiermee akkoord (1757). Keizerin Maria-Theresia, hertogin van Oostenrijks-Brabant, stemde ook in zodat in peis en vrede de eeuwenlange ruzie beëindigd werd. De keizerin schonk aan de abdij van Park een groot terrein om een pastorie en een kerkhof te bouwen, en dit in het centrum van Heverlee. Nog hetzelfde jaar bouwde de abdij van Park de pastorie.
De Sint-Lambertuskapel werd korte tijd Sint-Lambertuskerk, een parochiekerk, en dit van 1757 tot 1782, toen een barokke Sint-Lambertuskerk werd gebouwd (ingezegend in 1783). In de Sint-Lambertuskapel werden de zijvleugels en het priesterkoor afgebroken omdat ze verkrot waren (19e eeuw). De kapel werd een woonhuis. 

### KU Leuven
Na de Eerste Wereldoorlog werd de Katholieke Universiteit Leuven eigenaar van het kasteelpark Arenberg en ook van de Sint-Lambertuskapel. Zij liet de kapel restaureren in 1965. Binnenin hangt een kruisbeeld van de Sint-Jacobskerk van Leuven.
Door zijn idyllische, intieme, maar toch open setting is de kapel een populaire huwelijkskapel.

## Afbeeldingen

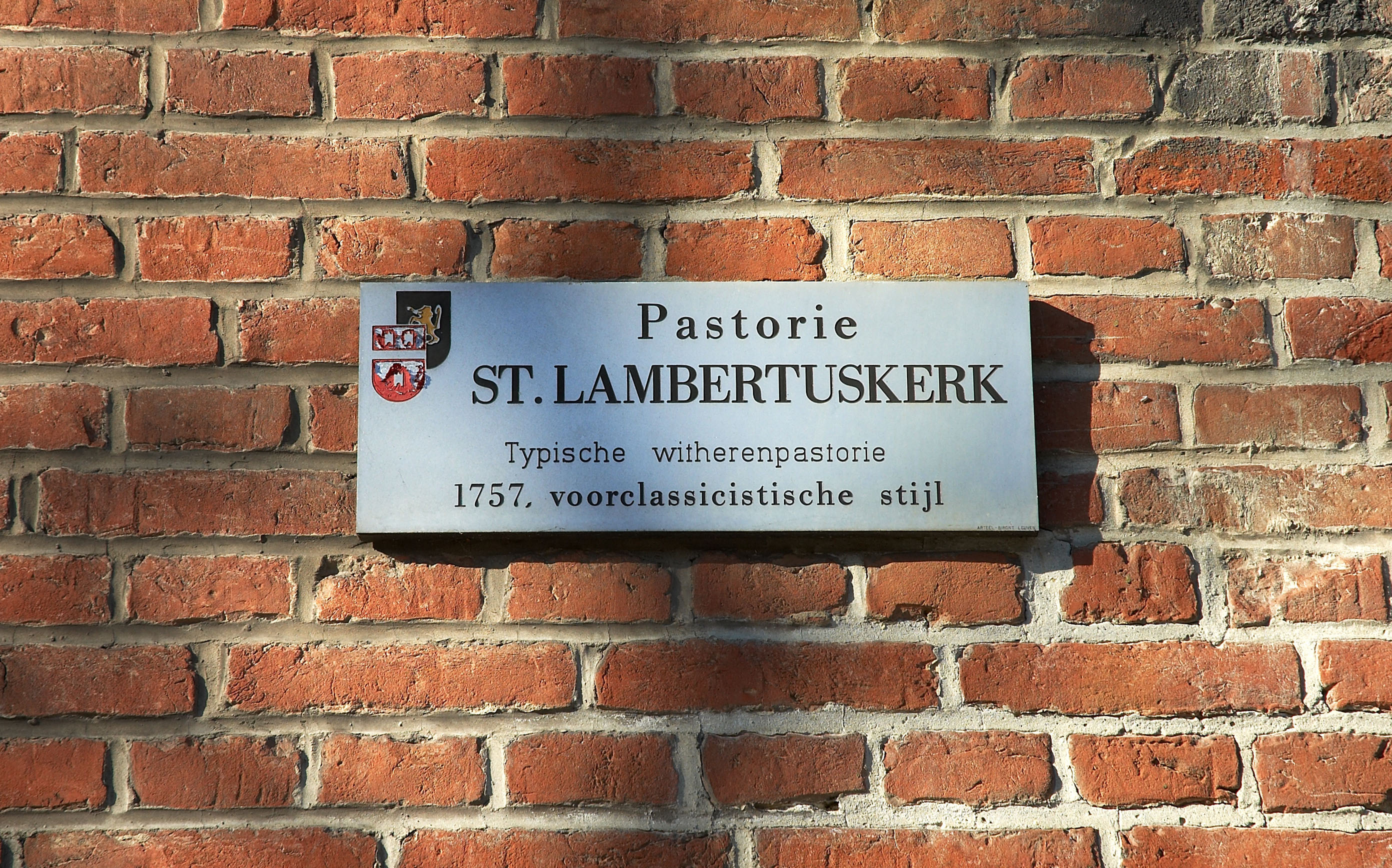
In 1757 bouwde de abdij van Park meteen een pastorie in Heverlee.
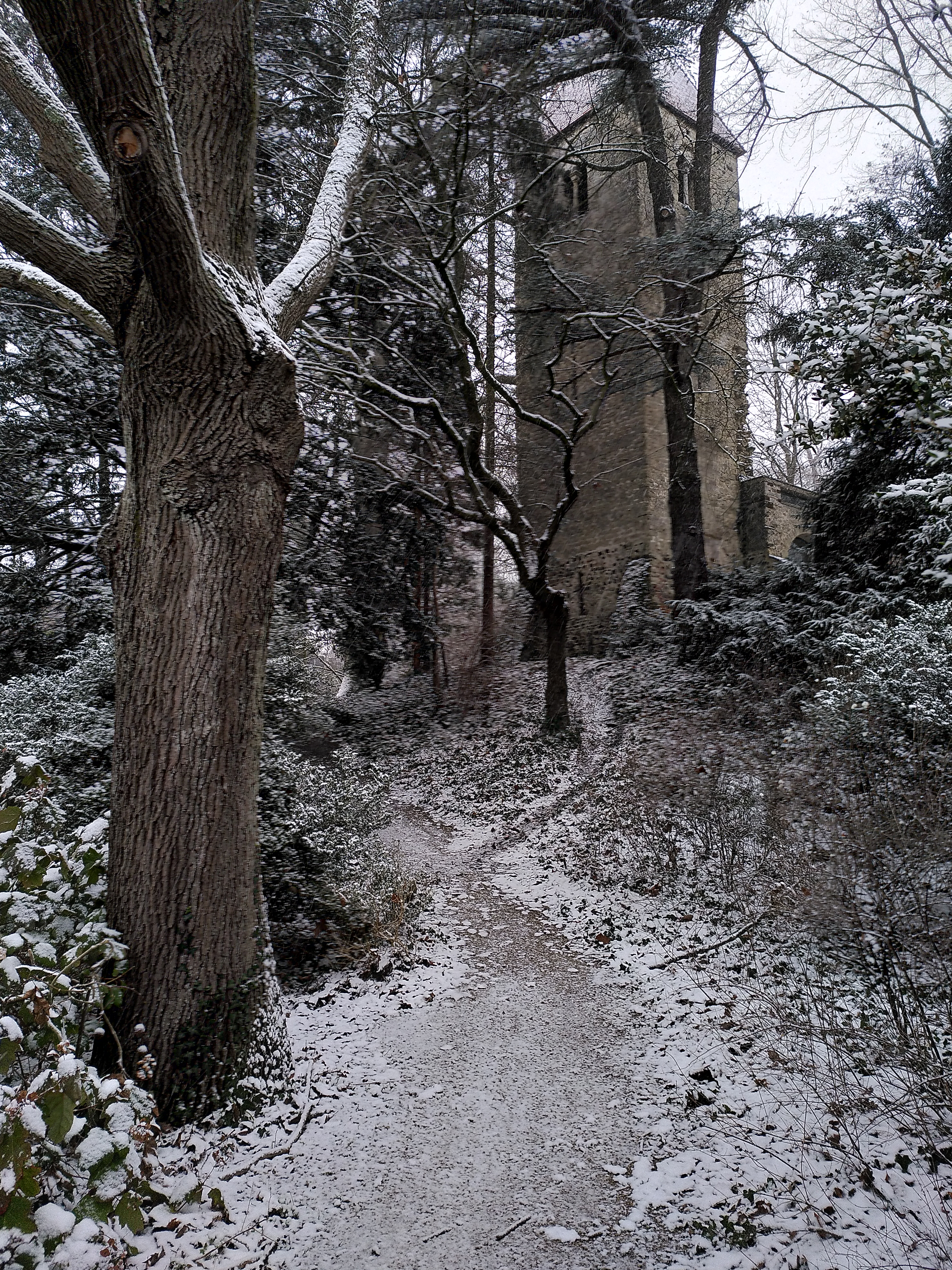
Toegangsweg naar de kapel
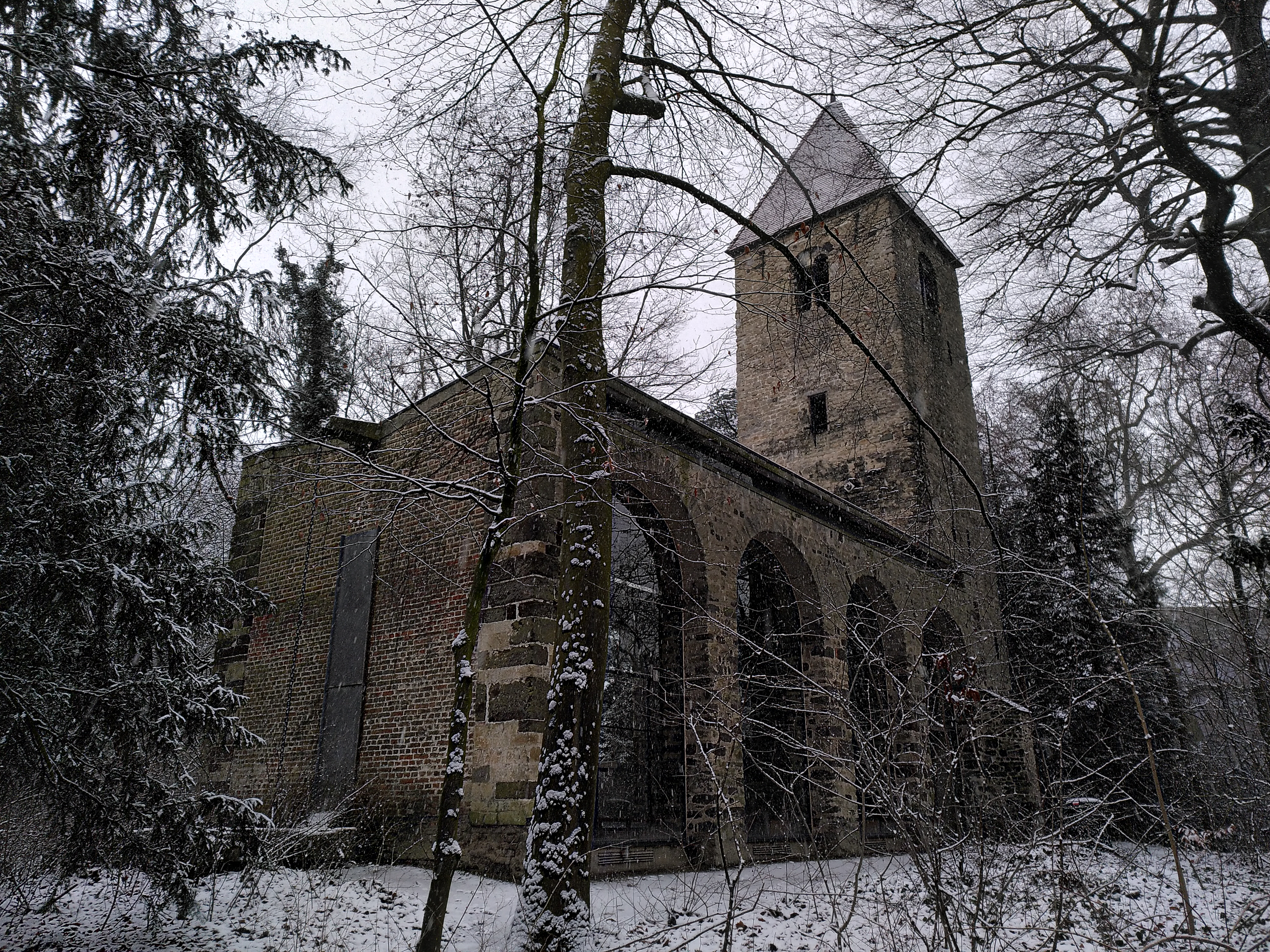